# Hamza Aït Ouamar
Hamza Aït Ouamar (Arabisch: حمزة ايت وعمر) (Algiers, 26 december 1986) is een Algerijns voetballer die uitkomt voor CR Belouizdad. Aït Ouamar kwam 6 keer uit voor het nationale beloftenelftal.
Hij waagde zich ook ooit één keer aan een buitenlands avontuur bij het Finse TPS Turku.

## Spelerscarrière
| Seizoen   | Club           | Land     | Competitie                    | Wed. | Goals |
| --------- | -------------- | -------- | ----------------------------- | ---- | ----- |
| 2005-2008 | CR Belouizdiad | Algerije | Algerian Championnat National | 63   | 0     |
| 2008      | TPS Turku      | Finland  | Veikkausliiga                 | 70   | 0     |
| 2008-2009 | CR Belouizdiad | Algerije | Algerian Championnat National | NB   | NB    |
| 2009-2011 | USM Alger      | Algerije | Algerian Championnat National | 48   | 0     |
| 2011-...  | CR Belouizdad  | Algerije | Algerian Championnat National | 5    | 0     |
|           |                |          | Totaal                        | 116  | 0     |

1 Ousserir ·
2 Abdat ·
4 Mameri ·
5 Mebarki ·
6 Mekehout ·  
7 Bousehaba ·
9 Slimani ·
11 Aït Ouamar ·
12 Kherbache ·
13 Anane ·
14 Naïli ·
16 Dahmane ·
17 El Amine Aouad ·
18 Rebih ·
19 Bourakba ·
20 Aksas ·
21 Hérida ·
22 Mohammed ·
24 Boukedjane ·
26 Maâziz · 
27 Benabderahmane ·
28 Ammour ·
29 Boukria ·
30 Khellaf ·
Coach: Solinas